# روزا برية
روزا برية (بالإسبانية: Rosa salvaje) هو تيلينوفيلا مكسيكية من تأليف كارلوس روميرو وغابرييلا أورتيغوزا وبطولة عددٍ منَ الممثلين بما في ذلك فيرونيكا كاسترو وغييرمو كابيتيلو. عرض على قناة النجوم في 6 يوليو 1987 إلى 8 أبريل 1988.

## طاقم العمل
- فيرونيكا كاسترو بدور روزا غارسيا
- غييرمو كابيتيلو بدور ريكاردو ليناريس / روجيليو ليناريس
- لورا زاباتا بدور دولسينا ليناريس
- ليليانا عبود بدور كانديدا ليناريس
- كلاوديو بايز بدور فيديريكو روبلز
- ارماندو كالفو بدور سباستيان
- خوزيفينا أسكوبادو بدور فيليبا غونزاليز

## الصدور
على فيلمافينيتي حصل المسلسل على متوسط تقييم 10/3.6 بناءً على 96 مراجعة.